# Ririe
Ririe es una ciudad ubicada en los condados de Jefferson y Bonneville en el estado estadounidense de Idaho. En el Censo de 2010 tenía una población de 656 habitantes y una densidad poblacional de 511,68 personas por km².

## Geografía
Ririe se encuentra ubicada en las coordenadas 43°37′56″N 111°46′19″O / 43.63222, -111.77194. Según la Oficina del Censo de los Estados Unidos, Ririe tiene una superficie total de 1.28 km², de la cual 1.26 km² corresponden a tierra firme y (1.41%) 0.02 km² es agua.

## Demografía
Según el censo de 2010, había 656 personas residiendo en Ririe. La densidad de población era de 511,68 hab./km². De los 656 habitantes, Ririe estaba compuesto por el 86.28% blancos, el 0% eran afroamericanos, el 1.07% eran amerindios, el 0% eran asiáticos, el 0% eran isleños del Pacífico, el 6.4% eran de otras razas y el 6.25% pertenecían a dos o más razas. Del total de la población el 13.72% eran hispanos o latinos de cualquier raza.